# Axminster

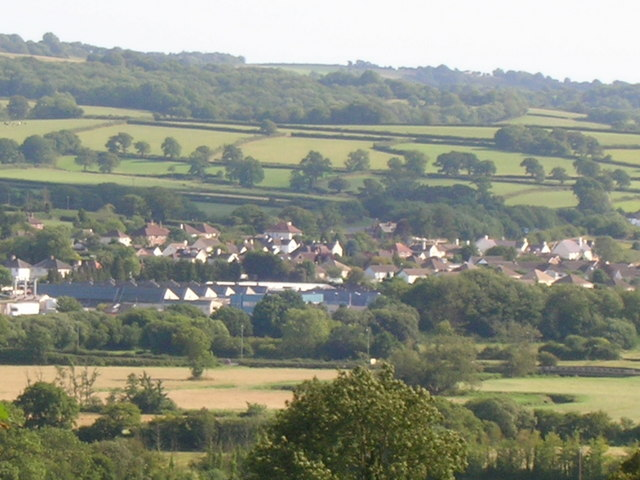
Městečko Axminster s továrnou na koberce (uprostřed) v jihozápadní Anglii

Axminster je malé městečko v jihozápadní Anglii, v hrabství Devon. Leží na pahorku nad řekou Axe, asi 6 km od jižního pobřeží Anglie. Proslavilo se výrobou axminsterských koberců, což je souhrnné označení pro tkaniny s mnohobarevným hrubým útkem, vyráběné jako imitace ručně vázaných orientálních koberců. Axminsterské výrobky se dají rozdělit na žinylkové, cívkové a skřipcové koberce.

## Z historie axminsterských koberců
Z roku 464 před n. l. pochází dosud nejstarší ručně vázaný vlasový koberec (cca 350 000 uzlů /m²) nalezený v Altaji.
- 1685 začala výroba vlasových (prutových) koberců ve Wiltonu – předchůdce axminsterských výrobků
- 1755 byla založena továrna na vlasové koberce v Axminsteru
- 1839 začal Skot Paisley tkát žinylkové koberce.
- 1876 Američan Skinner přišel s tkacím strojem Royal Axminster
- 1878 Tomkinson a Adams vynalezli cívkový axminsterský stroj (Royal a cívkový stroj se někdy ztotožňují)
- V 90. letech 19. století vynalezl Greenwood skřipcový mechanismus, použil ho na axminsterském stroji a později spojil s žakárovým ústrojím[1]
- V 70. letech 20. století se přestaly vyrábět žinylkové axminstry

Na začátku 21. století se část výroby přesunula do Číny, největší světový producent axminsterů sídlí však stále ještě v Anglii. Údaje o rozsahu výroby nejsou publikovány.